# Vorderfischen
Vorderfischen ist ein Gemeindeteil der Gemeinde Pähl im oberbayerischen Landkreis Weilheim-Schongau.

## Geografie
Das Dorf Vorderfischen liegt circa drei Kilometer nördlich von Pähl an der Talsohle einen Moränenzuges am Ammermoos.

## Geschichte
Fischen wurde erstmals 776 urkundlich erwähnt.
Vorderfischen gehörte zunächst zum Kloster Benediktbeuern, das es 1148 an die Herren von Seefeld verkaufte. Diese verkauften es 1380 wiederum an den Augsburger Patrizier Georg zu Delling. Schließlich fiel Vorderfischen 1599 an das Kloster Andechs, bei dem es bis zur Säkularisation 1803 verblieb.
Im Jahr 1836 kam es zu einem Choleraausbruch.
Vorderfischen gehörte zur Gemeinde Fischen am Ammersee, die am 1. Mai 1978 nach Pähl eingemeindet wurde.

## Baudenkmäler
In Vorderfischen befindet sich die Dorfkapelle Maria Hilf von 1885.